# It’s Like That
It’s Like That ist ein Lied der US-amerikanischen Sängerin Mariah Carey. Es wurde von ihr, Johntá Austin, Jermaine Dupri und Manuel Seal geschrieben sowie von Carey, Dupri und Seal für Careys zehntes Musikalbum The Emancipation of Mimi (2005) produziert.

## Hintergrund
Das Lied bezieht seinen Hook „it’s like that y’all“ von den Run-D.M.C. Liedern Hollis Crew (1984), Here We Go (Live) (1983) und It’s Like That. Es wurde am 7. Januar 2005 als erste Single des Albums veröffentlicht. Es wurde in vielen Ländern weltweit ein Erfolg und ein Top-20-Hit, unter anderem erreichte es Platz 16 in den Vereinigten Staaten und Platz 4 im Vereinigten Königreich. Bei den Grammy Awards 2006 wurde das Lied in der Kategorie Best Female Pop Vocal Performance nominiert.
Ursprünglich sollte Stay the Night feat. Kanye West als erste Single des Albums veröffentlicht werden. Später kamen jedoch Gerüchte auf, Say Somethin’ feat. Snoop Dogg würde als erste Single veröffentlicht werden. Aber die Pläne wurden wieder geändert, nachdem L.A. Reid, Präsident von Island Records, Carey empfahl, weitere starke und kommerzielle Lieder für das Album aufzunehmen, um sicherzustellen, dass die Lieder und das Album erfolgreich sein würden. Nach einigen weiteren Gesprächen mit Dupri veröffentlichte Carey schließlich das poppig-kommerzielle It’s Like That als erste Single des Albums. Im Lied sind Dupri und Fatman Scoop als Rapper und Background zu hören, außerdem rappt Mariah Carey einige Passagen selbst.

## Musikvideo
Die Regie des Musikvideos führte Brett Ratner, der schon zuvor viele Musikvideos für Mariah Carey drehte. Das Video wurde an einem Ort in der Nähe vom Greystone Park Mansion in Beverly Hills, Kalifornien aufgenommen. Zu Beginn des Musikvideos findet eine Feier in einer Villa statt, es ist die Nacht bevor die Protagonistin Eric Roberts heiratet. Einige Gäste tragen Masken. Im Musikvideo haben unter anderem die Promis Brian McKnight, Randy Jackson und die beiden Rapper im Lied, Dupri und Fatman Scoop, Cameo-Auftritte. Carey singt am Ende des Musikvideos, nach dem Rap von Fatman Scoop, dass sie ihren Freund nicht heiraten und er ihr Ex-Freund sein wird. Das Ende des Videos von It’s Like That wird im Musikvideo zur nächsten Single We Belong Together fortgeführt – beide Musikvideos wurden in Folge gedreht.

## Kommerzieller Erfolg

### Chartplatzierungen
In den Vereinigten Staaten erreichte das Lied Platz 16 der Billboard Hot 100, zuvor schafften die meisten Lieder, die Carey in den Jahren zwischen 2001 und 2004 veröffentlichte, nicht den Einzug in die US-amerikanischen Charts. In den Jahrescharts 2005 erreichte das Lied in den Vereinigten Staaten Platz 69. Darüber hinaus erreichte das Lied Top-20-Platzierungen in Deutschland, Frankreich und Norwegen sowie Top-10-Platzierungen in Australien, Italien, der Schweiz oder auch dem Vereinigten Königreich.
| ChartsChartplatzierungen       | Höchstplatzierung | Wochen |
| ------------------------------ | ----------------- | ------ |
| Deutschland (GfK)              | 14 (11 Wo.)       | 11     |
| Österreich (Ö3)                | 33 (11 Wo.)       | 11     |
| Schweiz (IFPI)                 | 10 (18 Wo.)       | 18     |
| Vereinigte Staaten (Billboard) | 16 (20 Wo.)       | 20     |
| Vereinigtes Königreich (OCC)   | 4 (15 Wo.)        | 15     |

| ChartsJahrescharts (2005)      | Platzierung |
| ------------------------------ | ----------- |
| Schweiz (IFPI)                 | 96          |
| Vereinigte Staaten (Billboard) | 69          |
| Vereinigtes Königreich (OCC)   | 71          |

### Auszeichnungen für Musikverkäufe
Für über 500.000 verkaufte Einheiten wurde die Single in den Vereinigten Staaten mit einer Goldenen Schallplatte geehrt.
| Land/Region                  | Auszeichnungen für Musikverkäufe (Land/Region, Auszeichnung, Verkäufe) | Verkäufe  |
| ---------------------------- | ---------------------------------------------------------------------- | --------- |
| Australien (ARIA)            | Gold                                                                   | 35.000    |
| Brasilien (PMB)              | Gold                                                                   | 30.000    |
| Vereinigte Staaten (RIAA)    | Platin                                                                 | 1.000.000 |
| Vereinigtes Königreich (BPI) | Silber                                                                 | 200.000   |
| Insgesamt                    | 1× Silber · 2× Gold · 1× Platin ·                                      | 1.265.000 |

Hauptartikel: Mariah Carey/Auszeichnungen für Musikverkäufe